# Classe Normandie
La classe Normandie fu una classe di navi da battaglia tipo dreadnought in progetto per la Marina Francese nel 1913-1914.
Il progetto originale comprendeva 5 navi: la Normandie, la Flandre, la Gascogne, la Languedoc e la Béarn.
Le navi non furono mai completate, ad eccezione della Béarn che fu convertita in portaerei leggera nel 1927. Le navi alla fine furono cancellate a causa della poca manodopera disponibile dopo lo scoppio della prima guerra mondiale e della situazione economica della Francia nel primo dopoguerra.

## Sviluppo e progettazione
Lo staff di progettazione della Marine nationale presentò la prima bozza di progetto nel febbraio del 1912.La lunghezza dello scafo era di 176 m mentre la larghezza ammontava a oltre 27 m; questo comportava un dislocamento massimo di circa 25.000 t e una velocità compresa tra i 20 e 21nodi.
Lo staff di progettazione presentò tre differenti alternative di armamento. Il primo progetto comprendeva un armamento principale di 10 cannoni da 340 mm suddivisi in due torri binate e due torri quadruple, mentre l'armamento secondario comprendeva 20 cannoni da 138,6 mm in casamatte doppie; inoltre la velocità stimata era superiore a 21 nodi. Il secondo progetto invece comprendeva 12 cannoni da 340 mm suddivisi tre torri quadrinate, inoltre erano previsti 24 cannoni da 138,6 mm in casematte singole, mentre la velocità stimata era di circa 21 nodi. Infine il terzo progetto prevedeva 16 cannoni da 305 mm in torri quadruple, un armamento secondario di 24 cannoni da138,6 mm e una velocità di oltre 20 nodi.
Lo Stato Maggiore decise ne marzo del 1912 di adottare la seconda alternativa ovvero la versione con 12 cannoni da 340mm divisi in tre torrette quadrinate.

## Descrizione
Le navi erano lunghe 175 m alla linea di galleggiamento mentre la lunghezza fuori tutto era di 176,4 m, la larghezza era di 27 m e il pescaggio ammontava a 8,84 m. Le navi pesavano 25.250 t a carico standard mentre la massa saliva a 27.270 t a pieno carico, inoltre le navi erano suddivise in 21 compartimenti stagni, decisamente utili se la nave fosse stata colpita al di sotto della linea di galleggiamento. 

### Propulsione
Le navi erano equipaggiate con un set di turbine a vapore che azionavano le 2 eliche interne a 4 pale che misuravano 5,2 m  di diametro. Le navi erano equipaggiate anche con 2 motori a tripla espansione verticale a 4 cilindri che azionavano le eliche esterne che possedevano un diametro compreso tra i 3,34 e i 3,44 m: Queste eliche venivano usate per navigare a basse velocità, per navigare a poppa (al contrario) e rallentare la nave mentre stava navigando verso prua. I motori sviluppavano una potenza complessiva di 32.000 cavalli vapore che permettevano una velocità massima stimata di circa 21 nodi (38,89 km/h), ma utilizzando il tiraggio forzato i motori potevano arrivare ad erogare ben 45.000 hp che portavano la nave a raggiungere i 22,5 nodi (41,7 km/h). 
Le navi potevano trasportare fino a 2.700 t di carbone e 300 t di olio combustibile. Alla velocità di crociera di 12 nodi (22 km/h) le navi avevano un'autonomia di 12.200 km; alla velocità di 16 nodi (30 km/h) l'autonomia scendeva a 6.250 km, mentre alla velocità massima (21 nodi) si potevano percorrere un massimo di 3.300 km. 

### Armamento
L'armamento principale di queste navi, come già citato, comprendeva 12 cannoni da 340 mm lunghi 45 calibri disposti in 3 torri quadrinate a loro volta disposte una a prua, una a centro nave e una sistemata a poppa. Le torrette pesavano circa 1.500 t ed erano mosse orizzontalmente attraverso motori elettricamente, mentre i cannoni erano elevati con l'ausilio di un sistema idraulico. Torrette erano divise a metà da una da una paratia anti-schegge  spessa 40 mm, se le navi fossero state completate sarebbero state le prime imbarcazioni da guerra al mondo a montare torrette quadrinate. I cannoni avevano una gittata massima di oltre 26.000 m e potevano sparare circa 2 colpi al minuto. I proiettili perforanti avevano una massa di 540 kg e avevano una velocità alla volata iniziale di circa 800 m/s, ogni cannone possedeva una scorta di 100 proiettili. L'apparato di tiro era composto da 5 Telemetri da12 piedi (3,66 m) disposti 2 sulla torre di comando e uno per ogni torretta. 
L'armamento secondario comprendeva 24 cannoni da 138,6 mm disposti in casematte  singole lungo in fianchi della nave, ma 6 di queste erano disposte sotto la torre prodiera da 340 mm che permettevano ad esse di sparare anche quando il bersaglio si trovava davanti alla nave. Questi cannoni sparavano un proietto da 36,5 kg ad una velocità alla volata di 830 m/s, avevano una gittata massima di circa 16.100 m e potevano sparare 5/6 colpi al minuto. Le navi avrebbero dovuto trasportare anche 6 cannoni AA da 47 mm ma che ben presto si rivelarono inefficaci. Le navi avrebbero dovuto trasportare anche 6 tubi lanciasiluri sommersi da 450 mm e ogni tubo doveva avere a disposizione 6 siluri per un totale di 36 siluri.

### Protezione
La corazzatura di questa classe di navi da battaglia era interamente costituita da acciaio cementato Krupp.
La cintura corazzata si estendeva per l'intera lunghezza della nave salvo gli ultimi 5 metri poppieri, essa consisteva in 2 piastre che insieme formavano un'altezza di 4,05 m di cui 1,7 m sotto la linea di galleggiamento ed aveva uno spessore massimo di 300 mm in prossimità delle barbette delle torrette principali. Sopra la cintura corazzata principale c'era una cintura secondaria, dallo spessore di 160 mm, che proteggeva le casematte dove erano sistemati i cannoni da 138,6 mm. Il ponte corazzato inferiore era spesso 14 mm, mentre quello superiore era spesso 80 mm.
Sotto la linea di galleggiamento era presente una paratia anti siluri da 10 mm. Lo staff di progettazione era preoccupato degli allagamenti asimmetrici ed aveva predisposto alcune contromisure a ciò: erano presenti  21 compartimenti stagni e i depositi munizioni da 138,6 mm erano allagabili.